# ستوديو غالوب
غالوب 株式会社ぎゃろっぷ (نطقا: كابوشيكي كايشا غياروبو) وتذكر على الشاشة ستوديو غالوب، هو استوديو رسوم متحركة ياباني. من أشهر أعماله أنمي مسلسل وفيلم روروني كنشين (المستوحى من مانغا نوبوهيرو واتسوكي)، يو-غي-أوه! دول مونسترز (أو الموسم الثاني والمستوحى من مانغا كازكي تاكاهاشي).

## أعمال الاستوديو

### مسلسلات أنمي تلفزيونية
- هاي سكول! كيمنغومي (1985ــ1987 بالتعاون مع ستوديو كومت)
- المخترع الصغير (1988–1996)
- نصف بطل (1989–1990)
- شريطة هيما تشان (1992–1993)
- كوتشيكامي (1996–2008)
- روروني كنشين (1996–1997)
- إينيشيال دي (1998)
- فارس الحكايا (1998ــ إلى الآن)
- ماريو الهداف (2002–2003)
- يوغي يو! جي إكس (2004–2008)
- يوغي يو فايف ديز (2008–2011)
- يو-غي-أوه! آرك-في (2014–2017)
- يوغي يو فراينس(2017) [1]

### اوفا
- ون باوند غوسبل

## وصلات خارجية
- الموقع الرسمي
- ستوديو غالوب على موقع IMDb (الإنجليزية)
- ستوديو غالوب على موقع ANN company (الإنجليزية)